# Richard Seyfert

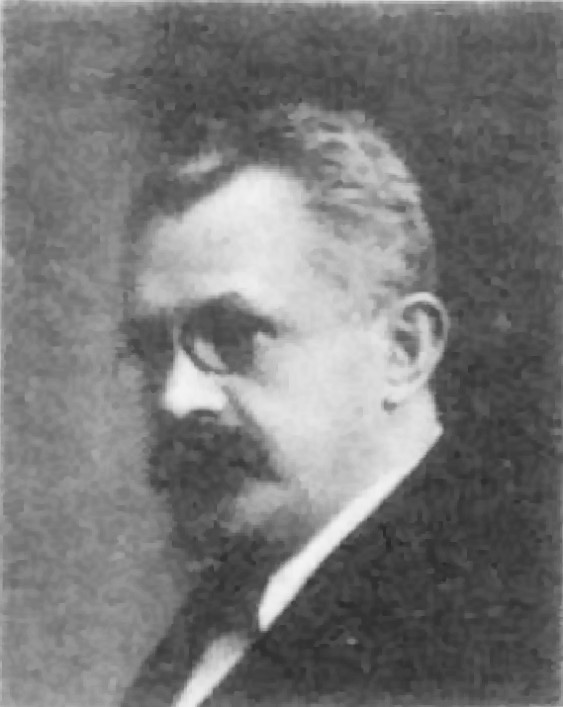
Richard Seyfert

Hermann Richard Seyfert (* 20. April 1862 in Dresden; † 23. August 1940 ebenda) war ein deutscher Politiker (Nationalliberale Partei, DDP).

## Leben
Nachdem er das Realgymnasium mit 14 Jahren verlassen hatte, besuchte Seyfert, der evangelischen Glaubens war, ab 1876 das Lehrerseminar und wurde 1881 als Hilfslehrer eingestellt. 1884 wechselte er auf eine reguläre Lehrerstelle an die Knabenschule in Penig und wurde 1888 Schuldirektor in Zwickau. Von 1895 bis 1897 studierte er an der Universität Leipzig Philologie. Nach Abschluss des Studiums ging er wieder in den Schuldienst und wurde Schuldirektor in Oelsnitz Neben seiner Lehrertätigkeit schrieb er eine Dissertation und wurde 1902 zum Doktor der Philosophie promoviert. 1903 wechselte er als Seminaroberlehrer nach Annaberg, um schließlich 1908 Seminardirektor in Zschopau zu werden.
Im Kaiserreich gehörte Seyfert der Nationalliberalen Partei an. Im Gegensatz zu den meisten seiner Parteifreunde beteiligte er sich 1918 nicht an der Gründung der DVP, sondern schloss sich der DDP an.
Seyfert war von 1908 bis 1918 Landtagsabgeordneter in Sachsen. 1918 war er kurzzeitig sächsischer Staatsminister. 1919/20 gehörte er der Weimarer Nationalversammlung an. Von 1920 bis 1929 war er erneut Landtagsabgeordneter in Sachsen. Im Juli 1919 war an den Verhandlungen zum Weimarer Schulkompromiss beteiligt. Vom 6. Oktober 1919 bis zum 13. Dezember 1920 war er unter den sozialdemokratischen Ministerpräsidenten Georg Gradnauer und Wilhelm Buck sächsischer Kultusminister. Er propagierte eine Angliederung der Volksschullehrerausbildung an die Universitäten. Er setzte sich als Vorsitzender des Vereins für werktätige Erziehung (ab 1922) für die Verbesserung des Werkunterrichts ein.
1923 bis zur Emeritierung 1930 wurde er Direktor des Pädagogischen Instituts der Technischen Hochschule Dresden, wo er seinen Plan einer akademischen Volksschullehrerausbildung durchsetzen konnte. Sein Nachfolger wurde 1931 der zunächst parteilose, nach 1945 der FDP angehörige Paul Luchtenberg. Unmittelbar nach dem Machtantritt der Nationalsozialisten 1933 wurde Seyfert – genauso wie Victor Klemperer, der am selben Institut lehrte – die Lehrbefugnis entzogen. Trotzdem stellte er am 9. Dezember 1933 den Antrag auf Aufnahme in die NSDAP.
Seyfert galt als einer der führenden Theoretiker der Volksschulpädagogik des ausgehenden Kaiserreichs und der Weimarer Republik, wobei er einen sozialintegrativen Ansatz vertrat. Nach ihm ist die Richard-Seyfert-Schule in Zwickau benannt.

## Sonstiges
1905 wurde Seyfert in die Freimaurerloge „Zum treuen Bruderherzen“ in Annaberg aufgenommen. 1922 wechselte er zur Dresdner Loge Zu den drei Schwertern.

## Veröffentlichungen
- Schulpraxis. Methodik der Volksschule, G. J. Göschen’sche Verlagsbuchhandlung, Leipzig 1900.
- Naturbeobachtungen. Aufgabensammlung und Anweisung für planmäßige Naturbeobachtungen in der Volksschule, Ernst-Wunderlich-Verlag, Leipzig 1905.
- Menschenkunde und Gesundheitslehre. Präparationen, Ernst-Wunderlich-Verlag, Leipzig 1908.
- Volkserziehung. Kritiken und Vorschläge, Berlin 1910.
- Die Heimat und das Prinzip der Unmittelbarkeit im Unterrichte, in: Jahrbuch der Pädagogischen Zentrale des Deutschen Lehrervereins, 1913, Seite 1–36.
- Die Unterrichtslektion als Kunstform – Ratschläge und Proben für die Alltagsarbeit und für Lehrproben, Ernst-Wunderlich-Verlag, Leipzig 1920.
- Schulpraxis – Lehre vom Unterricht der Volksschule, Verlag Walter de Gruyter, Leipzig 1921.
- Allgemeine praktische Bildungslehre. Handbuch der deutschen Lehrerbildung, 2 Bände, Oldenbourg-Verlag, München 1930.
- Handbuch der Lehrerbildung, 1930 (Hrsg. zusammen mit Alfred Baeumler und Oskar Vogelhuber)
- Lebensbuch eines Lernenden. Lebenserinnerungen, Ernst-Wunderlich-Verlag, Leipzig 1935.
- Arbeitskunde als Bildungsmittel zu Arbeitssinn und Arbeitsgemeinschaft, Ernst-Wunderlich-Verlag, 1940.